# Monetaria annulus
Monetaria annulus is een slakkensoort uit de familie Cypraeidae. De wetenschappelijke naam van de soort werd gepubliceerd in 1758, als een Cypraea annulus, door Carl Linnaeus in de tiende editie van Systema naturae. De soort is als schelpengeld gebruikt. De Nederlandse naam is ringkauri.

## Beschrijving
De grootte van de schelp varieert tussen de 9 en 50 mm. De schelpkleur van deze soort is meestal gebroken wit of lichtgeel van kleur, soms met een donkere tint op de rug, en met twee gele of oranje strepen langs de bovenzijde. Deze strepen raken elkaar bijna aan de uiteinden, waardoor de indruk ontstaat van een ring.

## Verspreiding en leefgebied
Deze kaurisoort wordt aangetroffen in de Rode Zee en in de Indische Oceaan langs de kusten van Aldabra, Chagos, de Comoren, de oostkust van Zuid-Afrika, Kenia en Tanzania, Madagaskar, het Mascarene-bekken, Mauritius, Mozambique, Réunion, de Seychellen, Somalië, Jemen, Oman, Malediven, India, Sri Lanka en Mozambique. Ook komt deze soort voor in de tropische delen van Grote Oceaan tot in het noorden tot Hawaï en in de westelijke Grote Oceaan tot aan de Galapagoseilanden.

## Het gebruik als schelpgeld
In delen van Azië, Afrika en het Midden-Oosten werd Monetaria annulus, de ringkauri, zo genoemd vanwege de fel oranje gekleurde ring aan de achterkant of bovenkant van de schelp, vaak gebruikt als schelpengeld, net als Monetaria moneta. Af en toe werd het ringgedeelte op zijn rug weggeslepen, waardoor hij bijna niet te onderscheiden was van andere kauri-soorten. Veel schelpen van de soort werden gevonden door Sir Austen Henry Layard tijdens zijn opgravingen in Nimrud in 1845–1851. De schelp werd tijdens en na de bonthandel door Europese handelaren ook geïntroduceerd bij de inheemse Amerikanen als een goedkoper alternatief voor zeer kostbaar elandivoor, als bruidsschat en voor ander gebruik als versiering.